# Karl Friedrich Morell
Karl Friedrich Morell, auch Carl Friedrich Morell, (* 6. September 1759 in Wangen an der Aare im Kanton Bern; † 24. März 1816 in Bern) war ein Schweizer Botaniker, Chemiker und Apotheker.

## Leben
Karl Friedrich Morell wurde als zweiter Sohn des Landschreibers Abraham Morell aus Wangen im Kanton Bern geboren. Seine Ausbildung in Chemie und Pharmazie erhielt er an der Universität zu Göttingen, in Paris, als Schüler von Lavoisier, und schliesslich in der Spielmann-Apotheke (Pharmacie du Cerf) in Strassburg.
Als Besitzer einer Apotheke in seiner Heimatstadt machte er sich verdient um die Vertiefung und Verbreitung chemischer Erkenntnisse und war auch forschend und lehrend auf dem Gebiet der Botanik tätig. Für sein Werk Chemische Untersuchung einiger … Gesundbrunnen und Bäder der Schweiz (1788) erhielt er sowohl seitens der Fachwelt als auch der Berner Regierung besondere Anerkennung. Auch seine Verdienste um die Gründung der Gesellschaft der Bernischen Naturfreunde (1786), des Medizinischen Institutes und des botanischen Gartens in Bern wurden lange nach seinem Ableben in Erinnerung gebracht.
Der Architekt und königlich bayerische Baubeamte Bernhard Morell war ein Sohn des Karl Friedrich Morell; ein weiterer Sohn, Karl, war in Triest als Kaufmann tätig.

## Werke
- Chemische Untersuchung einiger der bekanntern und besuchtern Gesundbrunnen und Bäder der Schweiz, insbesonders des Cantons Bern, nebst einer Beschreibung der neuesten Untersuchungs-Methoden. Haller, Bern 1788